# Dysphania atriplicifolia
Dysphania atriplicifolia là loài thực vật có hoa thuộc họ Dền. Loài này được (Spreng.) Coult. mô tả khoa học đầu tiên năm 1894.